# Арчаков, Сали Яхьяевич
Сали (Сетсалом, Сайт-Салам) Яхьяевич Арчаков (ингуш. ӏарчакханаькъан Яхьяй Сейт-Салам, род. 13 октября 1958, с. Явленка, Казахская ССР) — ингушский советский и российский поэт, прозаик, педагог.

## Биография
Родился 13 октября 1958 года 
в селе Явленка Северо‑Казахстанской области, куда его семья была депортирована в 1944 году. По горским обычаям ему дал имя Сайт-Салам его дед, в честь своего лучшего друга. В возрасте шести месяцев потерял отца. Мать Измайлова, с помощью дедушки и бабушки, вырастила его и двух старших братьев Мусу и Мустафу. В 1960 году семья вернулась на родину и поселилась в районном центре Назрани.
В 1980 году Арчаков окончил филологический факультет Чечено-Ингушского государственного университета, после чего работал учителем Сурхахинской средней школы № 2. В 1981—1985 годах он работал корреспондентом газеты «Сердало», куда был приглашён работать. В 1985—1991 годах, Арчаков работал корректором, редактором массово‑политической и учебно‑методической литературы Чечено‑Ингушского книжного издательства. Он участвовал на XIX Всесоюзном совещании молодых писателей в Москве.
В 1991 году Арчаков вернулся к работе журналистом, затем стал учителем Насыр‑Кортской средней школы №1, и в конечном итоге — Сурхахинской девятилетней школы, где работает по сей день. Как поэт и публицист, Арчаков по‑прежнему сотрудничает с газетами, но своей профессии учителя родного языка не изменил.

## Творчество
Арчаков относится к поколению писателей, выступивших в ингушской литературе в середине 1970‑х годов. Свои первые стихи он написал и опубликовал в Назрановской районной газете «Путь Ленина» будучи студентом филологического факультета Чечено‑Ингушского государственного университета.
В 1979 году в Грозном была издана его первая книга стихов «С добрым утром» («ӏуйре дика хийла») на ингушском языке. Арчаков написал большое количество стихотворений, поэм, стихов в прозе, комедии «Так бывает», многих рассказов, статей по проблемам ингушского языка. Поэма «Мужские слезы» и драматическая поэма «Акромат и Жарайдат» по мнению Я. С. Патиева выделяется «новизной подачи материала».
Арчаков перевёл на ингушский язык инсценировку Я. Голякова по произведению Т. Гальдони «Капитан Фракасс», стихи Р. Гамзатова, С. Михалкова, Д. Дарчиева, И. Цховребова, Х. Эдилова, Р. Ахматовой, А. Кешокова, Т. Кузовлёвой, рассказы Л. Толстого и В. Бианки, басни Эзопа.
Он является автором 6 сборников стихов и одного сборника очерков. Издавал свои произведения в журналах «Молодая гвардия», «Дон», «Аврора» и «Наш современник».

## Награды
- победитель республиканского конкурса имени Саида Бадуева.
- Победитель конкурса «Лучший учитель России 2006 года» с вручением денежной премии
- Заслуженный учитель Республики Ингушетия.
- Заслуженный работник культуры Республики Ингушетия (2018)
- «За мужество и отвагу», проявленные в формировании гражданского общества России
- Юбилейная медаль «25 лет Ингушетии»

### На ингушском
- ӏуйре дика хийла. Стихи. — Грозный, 1979. — 56 с.
- Вахара бос. Стихи. — Грозный, 1983. — 48 с.
- Лаьттан воӏ. Очерк. — Грозный, 1988. — 52 с.
- Безаман цӏогӏа. Стихи и поэмы. —

Грозный, 1989. — 128 с.

### На русском
- Цвет жизни. — Грозный: ЧИКИ, 1986. — 104 с.
- Строгое время. Стихи и поэмы / Пер. Т. Кузовлевой, В. Савельева, С. Воронова, С. Вольского, А. Каныкина, В. Лапшина. — Грозный, 1992. — 96 с.
- С любовью к людям. Стихотворения и поэмы. — Магас, 2018. — 168 с.
- Сборник сочинений, изложений, диктантов для 5–9 классов. Учебно‑методическое издание / Сост. С. Арчаков. — Назрань, 2005. — 62 с.

### Комментарии
1. ↑  В 1970–90‑х годах в поэзии ингушской литературы, наряду с представителями старшего поколения, заявили о себе такие поэты как А. Т. Хашагульгов, Г. А. Гагиев, И. И. Торшхоев, Амир Плиев, Магомед Вышегуров, Сали Арчаков, Микаил Ахильгов, Рамзан Цуров, Марьям Льянова и другие. В их произведениях поднимались темы исторической памяти, прошлого и настоящего, любви и ненависти[1].